# Augusto Pinochet Ugarte
Augusto José Ramón Pinochet Ugarte (Valparaíso, Xile, 25 de novembre de 1915 - Santiago de Xile, 10 de desembre de 2006) fou un militar i dictador xilè.
Va assumir el 1973 el càrrec de comandant en cap de l'Exèrcit de Xile. L'11 de setembre d'aquell any, va participar en un cop d'estat que va enderrocar al govern de Salvador Allende. Des d'aquell moment, Pinochet va assumir el govern del país, primer sota el càrrec de president de la Junta Militar de Govern, i després com a Cap Suprem de la Nació que li conferia el poder executiu.
El 16 de desembre del mateix any va assumir el càrrec de president de la República, que seria ratificat al promulgar-se la Constitució de 1980. El seu govern acabaria després de la derrota al Plebiscit Nacional de 1988 i la seva substitució per Patricio Aylwin el 1990. Pinochet es va mantenir com a comandant en cap de l'Exèrcit fins al 10 de març de 1998, i l'endemà assumiria el càrrec de senador vitalici, que exerciria efectivament per un parell de mesos.
La dictadura de Pinochet ha estat àmpliament criticada tant a Xile com a la resta del món per les greus i diverses violacions als drets humans comeses en el període anomenat del Règim Militar, de manera que Pinochet va haver d'afrontar diversos judicis fins a la data de la seva mort.

## Estudis i carrera militar

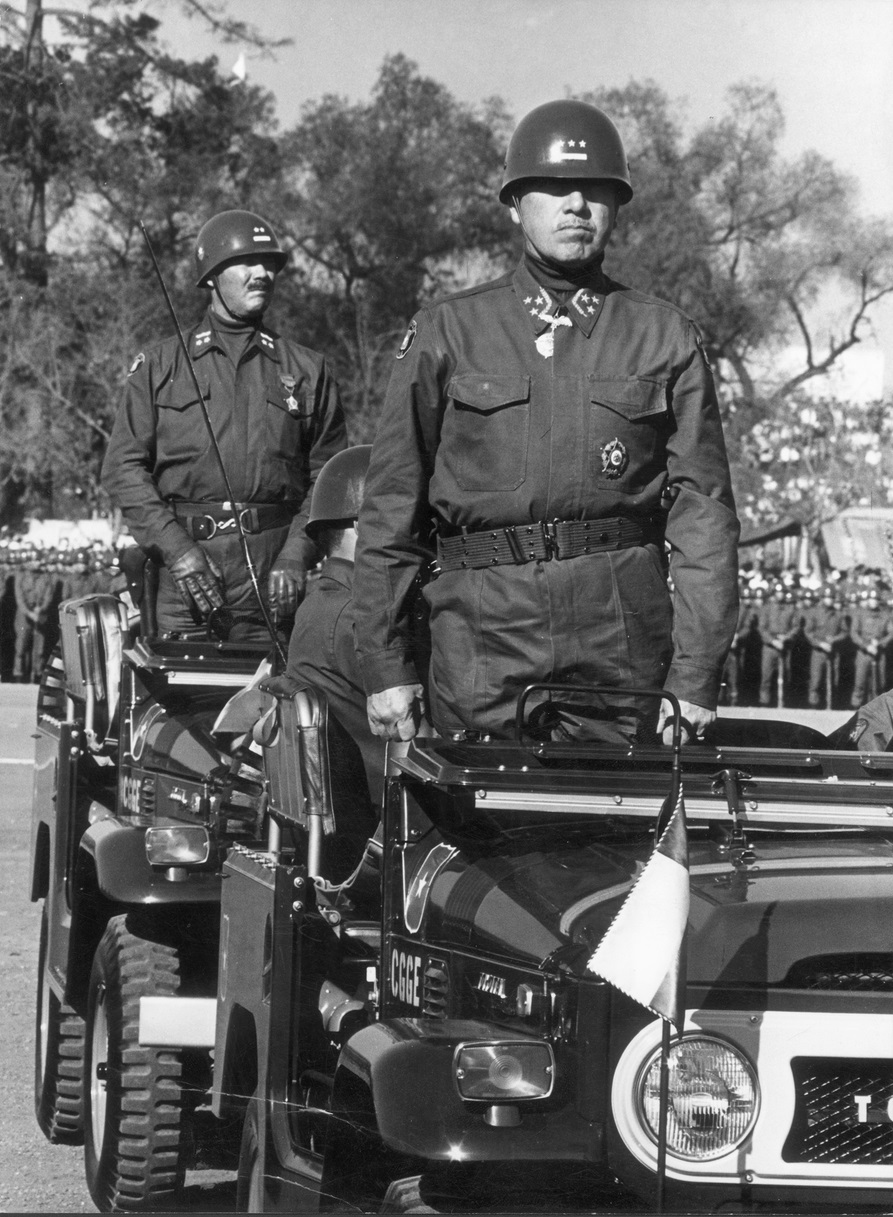
Pinochet en una desfilada (1971)

Va entrar a l'academia militar l'11 de març de 1933, amb disset anys. El 1937 va ser destinat com a subtinent d'infanteria a Concepción, el 1939 a Valparaíso i el 1940 va tornar a l'Escola d'infanteria després ja com a capità a Iquique. El 1953 ascendí a comandant al mateix temps que acabà els estudis de dret. El 1970 general de brigada i el 1972 cap d'estat major de l'exèrcit.
El 23 d'agost de 1973 el president Salvador Allende li confià el càrrec de Comandant en Cap de l'Exèrcit a conseqüència de la renúncia de Carlos Prats. El mateix Prats, que fou ministre i amic personal d'Allende, va recomanar al president a Pinochet com a successor seu, ja que mai havia mostrat cap inclinació política.

## Cop d'estat i accés al poder
En el moment de ser nomenat Comandant en Cap, diversos membres de les Forces Armades preparaven un cop d'estat. Els líders del moviment eren el comandant de la Força Aèria Gustavo Leigh i el vicealmirall José Toribio Merino, aquest últim amic de la infància de Pinochet. A més comptaven amb el suport de la CIA i el govern de Richard Nixon.
El 7 de setembre els generals van fixar la data del cop per aquest mes, el 19 de setembre era la data propícia, ja que a Xile se celebren les glòries de l'exèrcit, i aquest es trobaria concentrat a Santiago. L'endemà va ser enviat el general Arellano per parlar amb Pinochet, que en assabentar-se de la situació va manifestar el seu descontentament amb el Govern, però no va declarar el seu suport al cop.
El matí del 9 de setembre Allende es va reunir amb el Comandant en Cap i altres generals. Allà els va explicar que pretenia anunciar un plebiscit per sortir de la situació. A causa d'aquest fet es va avançar la data del cop d'estat per a l'11 de setembre a les 06:30 a Valparaíso (08:30 a la resta del país), per tal que no sortís a la llum l'anunci de plebiscit del llavors president Allende.
Va ser l'última vegada que es van veure els dos protagonistes del cop. Finalment, Pinochet es va sumar al complot tot traint la confiança que li tenia dipositada Allende. Pinochet es va fer inubicable per al govern i va enviar a la seva família a un recinte militar a manera de protecció en cas que alguna cosa marxés malament durant el cop.
El dia 11 de setembre, Pinochet va arribar a les 7:40 al Comandament de Telecomunicacions de l'Exèrcit, en el qual es va mantenir durant la jornada del cop. Allà es van organitzar les xarxes de comunicacions amb les altres branques de les Forces Armades, especialment amb Leigh, que es trobava a l'Acadèmia de Guerra Aèria, i amb Patricio Carvajal, que va ser el coordinador de tot el cop.
Durant l'esdeveniment, Pinochet, que es va mantenir en contacte radial amb Carvajal, es va mostrar molt autoritari. Tant Leigh com Carvajal pretenien capturar Allende, però la intenció de Pinochet era desterrar-lo immediatament. Fins i tot va arribar a dir que se'l tirés des de l'avió en marxa que el conduiria cap a un suposat exili. No va acceptar retards ni dilatacions. Malgrat això, va retardar el bombardeig al Palau de la Moneda per treure les dones, en contra del que desitjava el general Leigh.

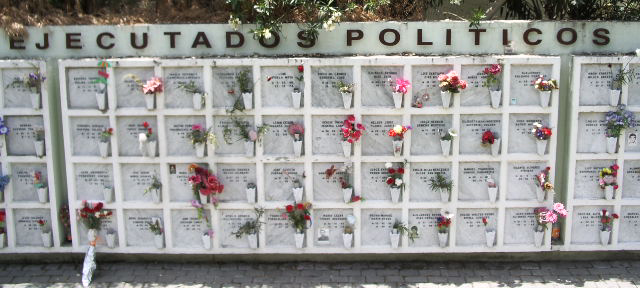
Tombes al cementiri General de Santiago d'executats durant el règim militar

Després d'hores d'enfrontaments i bombardejos, la Moneda va ser finalment assaltada i ocupada per l'Exèrcit, moment en què va morir Salvador Allende. D'acord amb diversos testimonis presencials, Allende s'hauria suïcidat. Aquesta versió ha estat acceptada majoritàriament, incloent-hi els seus familiars. Tot i això, en l'actualitat la justícia xilena està investigant el cas.
A les 18:00, els comandants en cap de les Forces Armades i d'Ordre es van reunir per primera vegada a l'Escola Militar per fer el jurament que va donar inici a 17 anys de règim dictatorial militar.
Una vegada instal·lat al poder com a president d'una junta militar, va començar una etapa de duríssima repressió cap a qualsevol tipus de dissidència. Els opositors, foren detinguts, empresonats, torturats i assassinats massivament. La Comisión Rettig menciona 2.095 morts i 1.102 "detinguts desapareguts".
Centenars de milers de xilens cercaren l'exili, però en alguns casos això no va ser suficient, ja que la DINA els va perseguir i alguns fins i tot foren assassinats a l'estranger seguint l'anomenada Operació Còndor.

## Procés internacional
En 1998 la justícia espanyola va intentar processar dictador xilè amb el llavors jutge Baltasar Garzón, qui va emetre una ordre internacional de detenció i va sol·licitar la seva extracció a Espanya per una querella criminal en el marc de l'Operació Còndor, la coordinació de les dictadures llatinoamericanes per seguir i eliminar opositors. Després d'algunes setmanes, el 3 de març de 2000, Pinochet va arribar a Santiago de Xile (Xile), després de ser jutjat a Londres acusat de crim contra la humanitat.

## Procés a Xile
L'1 de desembre de l'any 2000, Pinochet va ser processat per 18 segrestos qualificats i 57 assassinats, però el procés va ser anul·lat mitjançant un recurs d'empara. Al mes següent, Pinochet va ser interrogat i va quedar sota detenció preventiva al seu domicili de La Dehesa. Fou diagnosticat amb demència vascular subcortical i el 12 de març de 2001 Juan Guzmán li va concedir la llibertat sota la fiança; tanmateix, acusant problemes de salut, durant els mesos següents no fou possible realitzar el tràmit necessari de filiació penal. Els mesos següents Juan Guzmán va rebutjar una petició d'arrest de la jutge argentina María Servini de Cobría per la relació de Pinochet amb l'assassinat de Carlos Prats, i els Estats Units d'Amèrica van revelar milers de documents desclassificats de la CIA relacionats amb operacions a Xile durant la dictadura militar.

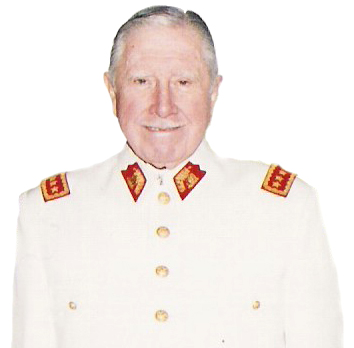
1995

L'1 de juliol de 2001, Pinochet va ser internat d'urgència a l'Hospital Militar, i vuit dies després es va sobreseure temporalment el cas. Com que la defensa va al·legar l'existència de problemes mentals, el procediment va ser sobresegut definitivament el 4 de juliol de 2002. Aquest mateix dia Pinochet va renunciar al seu càrrec de senador vitalici, cedint a la forta pressió de l'oposició política i el govern. Malgrat l'anterior, gràcies a l'estatut d'expresident creat durant el govern de Ricardo Lagos, mantindria el fur i la dieta parlamentària, així com els altres drets dels altres senadors fins a la seva mort.
Dos anys més tard, el 28 de maig de 2004, la Cort d'Apel·lacions va revocar el sobreseïment per demència de Pinochet, decisió ratificada el 26 d'agost per la Cort Suprema,27 nota 1 després de la qual Guzmán ho va processar per violacions dels drets humans durant l'Operació Còndor. Pinochet va quedar sota arrest domiciliari el 5 de gener del 2005 i la setmana següent va sortir en llibertat després del pagament d'una fiança de 3570 dòlars. Va ser sobresegut definitivament per la Cort Suprema al setembre d'aquell any. Des de llavors es van iniciar en paral·lel diversos processos en contra. El cas de Carlos Prats va quedar sense efecte el març del 2005, mentre que pel cas Riggs van congelar alguns dels seus comptes bancaris i va començar a ser investigat al costat de la seva família, quedant sota un nou arrest domiciliari el 23 de novembre. Abans del seu alliberament sota fiança l'endemà, va tornar al seu arrest domiciliari per un nou cas de desaparició de dissidents el 1975.
Des de juliol de 2010 la Cort Suprema va tancar 214 causes de violacions als drets humans en la dictadura de Pinochet, amb 532 agents involucrats. Les condemnes efectives de presó van ser 462.

## Mort
El 3 de desembre de 2006 va ser internat a l'Hospital Militar de Santiago de Xile, després de patir un infart de miocardi i presentar un edema pulmonar que va obligar a sotmetre'l a una angioplàstia. El 10 de desembre de 2006 el seu estat es va agreujar, i va morir a les 17:15 UTC. Les seves restes van ser incinerades per evitar profanacions de la possible tomba.